# Продольная аллея
Продо́льная алле́я — аллея в Северном административном округе города Москвы на территории Тимирязевского района.

## История
Аллея получила своё название в 1990 году по расположению вдоль зелёного массива Московской сельскохозяйственной академии имени К. А. Тимирязева.

## Расположение
Продольная аллея расположена на территории Московской сельскохозяйственной академии имени К. А. Тимирязева. Согласно картам OpenStreetMap, Продольная аллея проходит от Лиственничной аллеи на юго-восток, пересекает Верхнюю аллею и проходит до ипподрома Московской сельскохозяйственной академии имени К. А. Тимирязева. На картах Google участок аллеи между Лиственничной и Верхней аллеями обозначен как проектируемый проезд № 460, а у ипподрома аллея поворачивает на юго-запад и оканчивается на территории Мичуринского сада.

## Примечательные здания и сооружения
По нечётной стороне:
По чётной стороне:

## Транспорт

### Наземный транспорт
По Продольной аллее не проходят маршруты наземного общественного транспорта. Северо-восточнее аллеи расположены остановки «Метро „Петровско-Разумовская“» автобусных маршрутов № т47, т56, т78, 82, 206, 692 (на Дмитровском шоссе), № 63, 114, 123, 149, 167, 170, 179, 191, 194, 204, 215, 215к, 282, 563, 656, 672, 677, 763 (на Локомотивном проезде).

### Метро
- Станция метро «Петровско-Разумовская» Серпуховско-Тимирязевской и Люблинско-Дмитровской линий — северо-восточнее аллеи, недалеко от пересечения Дмитровского шоссе с Верхней аллеей.

### Железнодорожный транспорт
- Платформа Петровско-Разумовская Московского региона Октябрьской железной дороги — северо-восточнее аллеи, на улице Линии Октябрьской Железной Дороги.